# Ein tropischer Fisch sehnt sich nach Schnee
Ein tropischer Fisch sehnt sich nach Schnee (jap. 熱帯魚は雪に焦がれる Nettaigyo wa Yuki ni Kogareru) ist eine Manga-Serie von Makoto Hagino, die 2017 bis 2021 in Japan erschien. Die Geschichte erzählt von der sich langsam entwickelnden Liebe zwischen zwei Schülerinnen und wurde auch ins Deutsche und Englische übersetzt.

## Inhalt
Aus Tokio muss Konatsu Amano zu ihrer Tante in der Kleinstadt Nagahama in Ehime an der Küste von Shikoku ziehen, weil ihr Vater beruflich ins Ausland muss. Auf dem Land fällt es ihr schwer, sich einzuleben und neue Freunde zu finden. Doch an ihrer neuen Schule lernt sie Koyuki Honami kennen, die die Meeres-AG führt und deren einziges Mitglied ist. Konatsu findet Gefallen an der AG, vor allem aber mag sie Honami, und tritt bei. Sie lernt die sonst gegenüber allen anderen unnahbare Honami näher kennen. Während die vorbildliche Schülerin die Annäherungsversuche vieler anderer Schüler – vor allem der Jungen – ablehnt, freut sie sich über Konatsus Beitritt in den Club und öffnet sich ihr.
Auch Honamis Vater, Lehrer an der Schule und Leiter der AG, bemerkt, wie seine Tochter fröhlicher wird. Konatsu bemüht sich bei der Arbeit in der AG und will auch Honami entlasten, die bisher alle Arbeit allein auf sich genommen hat. So auch beim monatlichen Tag der offenen Tür, bei dem die Aquarien der AG besichtigt werden können und die Schule ein kleines Fest darum veranstaltet. Unterstützt werden sie unter anderem vom Hauswirtschaftsklub, in dem Konatsus Mitschülerin Kaede ist. Sie steht Konatsu auch sonst immer mit Rat zur Seite. Während weiterer AG-Aktivitäten kommen sich die Mädchen näher und Honami merkt, dass sie mehr für ihre AG-Kollegin empfindet.

## Entstehung und Veröffentlichung
Die Autorin Makoto Hagino hatte schon länger vor, eine Geschichte um das Thema Aquarien zu erzählen. 2016 hatte sie die Idee zu einer Meeres-AG in der Schule als Schauplatz und fand bei der Recherche wider Erwarten, dass es eine solche Schul-AG in Nagahama gibt. Sie besuchte die Schule und die AG, die wie im Manga auch monatlich einen Tag der offenen Tür veranstalten, und machte diese zur Vorlage für ihre Geschichte. Später erfuhr Hagino, dass ihr Großvater zufälligerweise auch aus Nagahama stammt und sie als Kind schon mehrfach dort war.
Die Serie erschien von Juli 2017 bis März 2021 im Magazin Dengeki Maoh. Dessen Verlag Kadokawa Shoten veröffentlichte die Kapitel auch gesammelt in neun Bänden. Eine deutsche Übersetzung von Julia Gstöttner wurde von Februar 2019 bis Dezember 2021 von Altraverse herausgegeben. Eine englische Fassung erschien bei Viz Media, eine polnische bei Studio JG.